# Ibi I
Ibi I o Qakare Ibi fou un faraó de la dinastia VIII de l'antic Egipte. El seu nom de regnat volia dir 'L'ànima de Ra és forta'. El seu nom de naixement fou Ibi i, per això, es tendeix a pensar que es tracta del faraó identificat habitualment com a Ibi I, del qual no es coneixia el nom de regnat. El seu nom s'esmenta en el papir de Torí i en la llista d'Abidos.
Fou enterrat en una petita piràmide al sud de Saqqara, que està completament en ruïnes i, quan fou excavada per Lepsius al segle xix, es va pensar que era una mastaba; la identificació s'ha fet pels jeroglífics a les parets de la cambra d'enterrament i fou el darrer dels anomenats texts de les piràmides que es va conèixer. La piràmide tenia entrada pel nord i portava a una cambra d'enterrament, i incloïa un petit temple mortuori molt senzill al costat est; l'orientació era al nord-oest; no s'ha trobat la calçada que portava al temple, si és que va existir; la piràmide tenia un costat a la base de més de 31 metres i una alçària d'uns 21 metres.